# Bodberget Björsjö
Bodberget Björsjö är ett naturreservat i Bräcke kommun i Jämtlands län.
Området är naturskyddat sedan 2005 och är 2 hektar stort. Reservatet ligger öster om Björsjön och består av tall- och granskog med inslag av lövträd samt myrar.